# Сан-Нікола-ла-Страда
Сан-Нікола-ла-Страда (італ. San Nicola la Strada) — муніципалітет в Італії, у регіоні Кампанія,  провінція Казерта.
Сан-Нікола-ла-Страда розташований на відстані близько 185 км на південний схід від Рима, 26 км на північ від Неаполя, 2 км на південь від Казерти.
Населення — 22 341 особа (2014).
Щорічний фестиваль відбувається martedì in albis. Покровитель — святий Миколай.

## Демографія
Населення за роками:

Станом на 1 січня 2023 року в муніципалітеті офіційно проживало 1347 іноземців з 54 країн, серед них 124 громадяни країн Євросоюзу та 314 громадян України.

## Сусідні муніципалітети
- Каподризе
- Казаджове
- Казерта
- Марчанізе
- Рекале
- Сан-Марко-Еванджеліста